# CLUB CIRCUIT 2000 REALIVE -NO CUT-
『CLUB CIRCUIT 2000 REALIVE -NO CUT-』（クラブサーキット にせん リアライブ ノーカット）は、日本のロックバンド、L'Arc〜en〜Cielのライブビデオ。VHSおよびDVD版は2001年6月20日、BD版は2014年3月19日発売。発売元はKi/oon Records。

## 解説
本作品は、L'Arc〜en〜Cielが2000年8月に発表した8枚目のアルバム『REAL』を引っ提げ、同年10月8日から同年10月27日に開催したライブツアー「CLUB CIRCUIT 2000 REALIVE」から、同年10月27日に行ったZepp Osaka公演の模様を収録したライブビデオである。
ライブツアー「CLUB CIRCUIT 2000 REALIVE」は、1999年に野外特設ステージで開催したライブツアー「1999 GRAND CROSS TOUR」とは正反対のコンセプトとなっており、L'Arc〜en〜Cielがメジャーシーンに駆け上って以降、久々にライブハウス公演のみで構成されたツアーとなった。演出やステージセットもシンプルなものとなっている。後年hydeは、アルバム『REAL』を制作していた時期を振り返り「僕はなんか…もっかいバンドの理想っていうのを求めたのが『REAL』に向かう時期ですね」と述懐している。なお、このツアーの後、L'Arc〜en〜Cielは4大ドーム（東京ドーム、ナゴヤドーム、大阪ドーム、福岡ドーム）をまわるドームツアー「TOUR 2000 REAL」を開催している。
フィジカルは通常盤（VHS/DVD）の1形態でリリースされている。本作品の特徴は、映画『マトリックス』で有名になったタイムスライスと、それを応用した撮影技術が使われている点である。この撮影のため、会場内を取り囲むように200台近いカメラが設置されている。ちなみにこの撮影手法は、「snow drop」や「NEO UNIVERSE」のミュージック・ビデオの撮影で一部用いられている。また、本作はタイトルの表記通り、Zepp Osaka公演の模様をノーカットで収録しているが、メンバーのMCの部分は全て音声加工を施し、意図的に内容を聞き取れないようにしている。なお、本作をもってL'Arc〜en〜Cielの映像作品のVHS規格による販売は終了している。
また、2014年2月26日には本作を含む音楽作品18タイトルを収録したBD-BOX『L'Aive Blu-ray BOX -Limited Edition-』が発売され、本作のライブ音源CDも収録された。さらに、同年3月19日には、前述のボックス・セットに収められた本作のBlu-ray Disc版が単体でリリースされた。

## 収録曲
- #14はDVD版のみマルチアングル収録

1. get out from the shell -asian version-
2. THE NEPENTHES
3. Promised land
4. NEO UNIVERSE
5. bravery
6. ROUTE 666
7. LOVE FLIES
8. fate
9. a silent letter
10. trick
11. STAY AWAY
12. HONEY
13. いばらの涙
14. Shout at the Devil